# جويل رنا
جويل رنا (بالبنغالية: জুয়েল রানা) هو لاعب كرة قدم بنغلاديشي في مركز الوسط، ولد في 25 ديسمبر 1995 في منطقة جنايدة ‏ في بنغلاديش. شارك مع منتخب بنغلاديش تحت 23 سنة لكرة القدم ومنتخب بنغلاديش لكرة القدم. أما مع النوادي، فقد لعب مع Abahani Limited Dhaka ‏.

## وصلات خارجية
- جويل رنا على موقع قاعدة بيانات كرة القدم.إي يو (الإنجليزية)
- جويل رنا على موقع ناشيونال فوتبول تيمز (الإنجليزية)
- جويل رنا على موقع Soccerway.com (الإنجليزية)
- جويل رنا على موقع عالم كرة القدم.نت (الإنجليزية)